# Ministère de la Protection de l'environnement de la RDA
Le ministère de la Protection de l'environnement et de la Gestion de l'eau de la République démocratique allemande (RDA) (Ministerium für Umweltschutz und Wasserwirtschaft der DDR) était le ministère chargé de la politique environnementale au sein du gouvernement de la RDA. Il est créé en 1972 et dissous à la réunification de cette dernière avec la République fédérale d'Allemagne (RFA), en 1990. Ses fonctions ont alors été reprises par le ministère fédéral de l'Environnement.

## Liste des ministres
| Nom                  | Début du mandat | Fin du mandat |
| -------------------- | --------------- | ------------- |
| 1. Werner Titel      | 1971            | 1972          |
| 2. Hans Reichelt     | 1972            | 1990          |
| 3. Peter Diederich   | 1990            | 1990          |
| 4. Karl H. Steinberg | 1990            | 1990          |